# 馬場章夫
馬場 章夫（ばんば ふみお、1939年〈昭和14年〉7月1日 - ）は日本のタレント、ラジオパーソナリティ、探検家。滋賀県高島郡高島町（現在の高島市）出身。既婚。

## 来歴・人物
中学2年時まで滋賀県高島町で生活した後に、岡崎中学校の3年に編入。左京区北白川別当町に居住。高校3年時に大学を受験したが、1校も合格に至らず、1年間の浪人生活を経て京都市立芸術大学へ入学した。4人兄弟。8歳上の兄、姉がいる。
京都市立芸術大学への在学中に、探検部を創設。大学を6年がかりで卒業した後に、アフリカやミクロネシアを探検しては、その成果を新聞や雑誌に発表していた。本人によれば、日本人で初めて「プロ探検家」の肩書を名乗ったとされる。
1970年、MBSラジオ（当時は毎日放送のラジオ放送部門）の深夜番組『MBSチャチャヤング』のパーソナリティを務めた。1972年10月から2003年9月まで、同局の平日帯ワイド番組『ごめんやす馬場章夫です』のパーソナリティを務めた。
『ごめんやす馬場章夫です』は放送開始の直後から、馬場が興味・関心を持ったテーマを毎回の放送終了後に自ら取材。原則として、翌日の放送でその成果を報告した。31年の放送期間は番組終了の時点で日本のラジオ生ワイド番組で最も長かった。
『ごめんやす馬場章夫です』は2003年10月から『ごめんやす馬場章夫のボラボラわーるど』の番組タイトルで週1回（毎週土曜日）の放送へ移行。2005年3月で、32年半（通算8009回）の放送に終止符を打った。
MBSラジオは『ごめんやす - 』の番組終了後、2005年4月から毎週木曜日に『ラジオの達人 馬場章夫のぼらぼら放送局』（深夜番組）、毎週日曜日に『馬場章夫の大阪大発見!』（大阪市の広報番組で2008年4月6日から『馬場章夫の新・大阪大発見!』に改称）のパーソナリティを務めた。両番組でも『ごめんやす - 』と同様の取材・報告を続けた。
『ぼらぼら放送局』は65歳（放送開始時点）にして『MBSチャチャヤング』以来、33年振りに深夜番組にレギュラー出演。『ぼらぼら放送局』の放送終了（2008年4月）後は千里中央（大阪府豊中市）にある自宅を拠点にインターネットラジオ『JOBBBラジオ　ボラボラ大冒険!』を配信している。
MBSラジオのレギュラー出演は2011年3月に『馬場章夫の新・大阪大発見!』の放送を終了するまで約40年間続いた。終了後は『JOBBBラジオ』や講演活動などで70歳代とは思えないほどの旺盛な好奇心や行動力を発揮。その一方で、MBSラジオを始めとする放送局の番組は不定期で出演した。
75歳で迎えた2014年10月4日からは馬場の自宅と同じ町内にあるコミュニティFM局のFM千里で、毎週土曜日に3時間の生ワイド番組『馬場章夫のぼらぼら千里』の放送を開始。馬場は、『JOBBBラジオ』の運営を続けながら、2019年12月28日の最終回までパーソナリティを務めた。2020年1月以降も80代にして、毎週土曜日の午前中に『ばんちゃんのコレラジオ キクキク』（『ぼらぼら千里』の放送枠を引き継いだ生放送番組）へ出演中。
妻は中学校の技術家庭科教師。新婚旅行はヤップ島。『ごめんやす馬場章夫です』を放送中の1976年に結婚。同番組は2週間に渡って、3回の公開結婚式を挙行している。2回目までは神社への取材を兼ねていたが、3回目は小山乃里子（当時のアシスタント）が司会を務め、毎日放送千里丘放送センター（現存せず）で最も広い公開放送用スタジオからの生中継を実施した。馬場は『ごめんやす - 』などの出演番組で妻を「よっちゃん」と称し、結婚後に2人の息子を授かった。孫は3人で長男に娘が2人、次男の哲平に娘が1人いる。
運転免許は持っていない(2022年9月3日時点)。趣味はカメラ。

### インターネットラジオ『JOBBBラジオ』
「民間放送よりも過激な世界初の家内制手工業ラジオ」と銘打って、『ラジオの達人　木曜日・馬場章夫のぼらぼら放送局』（以下『ぼらぼら放送局』と略記）が放送した毎週木曜日の深夜（金曜日未明）に馬場の自宅（JOBBB本局）から最新の収録内容を配信するインターネットラジオ。『ぼらぼら放送局』の放送終了直前の2008年2月28日から、同番組での放送内容を発展させる形で配信を開始した。パーソナリティと制作を馬場の次男　哲平が担当。馬場と妻の「よっちゃん」がレギュラーで出演する他、『ぼらぼら放送局』や『大阪大発見』シリーズで馬場のアシスタントを務めていた木谷美帆も不定期で出演している。
『JOBBB』とは「Japan Osaka Banba Borabora Broadcast」の略称。毎回のオープニングは馬場が単独で、エンディングでは哲平と共にコールサイン代わりに連呼している。配信上は木谷と縁の深い神戸・大津にも支局が存在するとされているため、木谷は「JOBBB支局員」という肩書で出演している。
配信内容は『ごめんやす - 』の系譜を受け継ぐ「ボラボラ珍道中」「よっちゃんのお料理コーナー」、馬場が収集した珍しい物品を自ら紹介する「家庭内発掘コーナー」を中心に構成。「ボラボラ珍道中」は哲平を中心にした日本国内・海外での取材・紀行、馬場一家によるドライブ旅行の模様を報告している。自転車で長距離を移動する哲平の取材報告、リスナーから寄せられたメッセージ・情報、馬場の趣味であるカメラや博物館・展覧会巡りなどの話題が聞かれることが多い。馬場自身が保有する『ごめんやす - 』の取材音源を流し、馬場と縁の深い人物（『ごめんやす - 』の後期にパートナーを務めた鳥居睦子など）をゲストを迎えることがある。ただし、1回分の収録内容が3時間以上に渡ることから、配信の際は収録音源を複数のファイルに分割（1ファイル当たりの収録時間は1時間47分）。「ボラボラ珍道中」は1回の取材内容を複数回の配信で紹介している。
ブログ形式の配信サイト「JOBBB RADIO 世界あちこちボラボラ珍道中」は過去の配信音源を可能な限り公開中。インターネットでいつでも聴ける様になっている。ポッドキャストでも音源を定期的に配信。放送内容と連動した動画をYouTubeで公開している。

## エピソード
馬場がラジオ パーソナリティとしての活動を始めてからは『ごめんやす馬場章夫です』の放送途中まではMBSラジオのスタジオが毎日放送 千里丘放送センターにあった（現在は閉鎖）。『MBSチャチャヤング』のパーソナリティに起用された当時の馬場は街中でも「プロ探検家」らしい軽装と裸足で行動していた。その様ないで立ちで同センターに初めて出向いた所に「不審者が現れた」と判断した守衛が正面玄関で馬場を追い返そうとしたが同番組のスタッフが現れたことで誤解が解けたという。その時の守衛は後に吉本新喜劇で活躍する島木譲二であった。

## 出演

### 放送番組
- ばんちゃんのコレラジオ キクキク（FM千里、2020年1月11日 -  、土曜10:00 - 12:00）

#### 過去
- MBSチャチャヤング（MBSラジオ）[1]
- ごめんやす馬場章夫です（MBSラジオ）[1]
- おはよう4チャンネル（MBSテレビ）
- 新・かんさい珍版・瓦版（MBSテレビ、リポーター）
- シェフにおまかせ!（MBSテレビ）
- ごめんやす馬場章夫のボラボラわーるど（MBSラジオ）
- ラジオの達人・木曜日「馬場章夫のぼらぼら放送局」（MBSラジオ、木曜25:00 - 28:30(金曜1:00 - 4:30)）
- 馬場章夫のなら!みち見聞録（奈良テレビ放送、木曜19:00 - 19:25）
- 馬場章夫の新・大阪大発見!（MBSラジオ、日曜8:00 - 8:30）
- 京都いちばん!（MBSラジオ、2012年4月 - 9月、日曜7:30 - 7:59、不定期でリポーターを担当）『MBSサンデースペシャル』枠での特別番組時代（2011年5月29日放送分）にも出演
- 馬場章夫のぼらぼら千里（FM千里、2014年10月4日 - 2019年12月28日、土曜10:00 - 13:00）
  - 放送中はListenRadioを通じて、インターネットへの同時配信を実施していた。

### CM
いずれもMBSラジオで放送。
- 阪本漢法製薬（テレビ・ラジオ共に出演）
- 再春館製薬所（ラジオ）

## 著書
- 『ごめんやす馬場章夫です』大阪書籍、1986年9月20日。ISBN 978-4-754890223。
- 『ごめんやす30年』廣済堂、2002年10月。ISBN 978-4-9901363-0-7。